# Ion Gigi Matei
Ion Gigi Matei este un politician român care a ocupat postul de primar interimar al municipiului Râmnicu Vâlcea între anii 2014 și 2016, ca membru al Partidului Social Democrat.

## Activitate politică
Matei a devenit consilier local în anul 2000. În 2012, a fost desemnat viceprimar al municipiului Râmnicu Vâlcea, după care a fost primar interimar timp de cinci luni, începând cu primăvara lui 2013. După ce primarul titular Emilian Frâncu a fost condamnat la patru ani de închisoare cu suspendare pentru luare de mită în 2014, Matei a preluat sarcinile acestuia. În lipsa unor alegeri anticipate pentru postul de primar titular, acesta și-a continuat interimatul până în anul 2016, când alegerile pentru post au fost câștigate de Mircia Gutău.

## Viață personală
Matei și-a cunoscut viitoarea soție, pe handbalista Edit Török, când acesta practica stagiul militar în Râmnicu Vâlcea, iar ea avea meciuri la Sala Sporturilor „Traian”. Aceștia s-au căsătorit în 1988 și au împreună un băiat, Andreas Ionuț.